# 1643 na música

## Nascimentos
| Data | Nome | Profissão | Nacionalidade | Observações | Ref |
| ---- | ---- | --------- | ------------- | ----------- | --- |

## Mortes
| Data           | Nome                 | Profissão                       | Nacionalidade | Observações | Ref |
| -------------- | -------------------- | ------------------------------- | ------------- | ----------- | --- |
| 1 de Março     | Girolamo Frescobaldi | compositor de música para cravo | Itália        | n. 1583     |     |
| 29 de Novembro | Claudio Monteverdi   | compositor                      | Itália        | n. 1567     |     |